# Pimoa koshi
Pimoa koshi (лат.) — вид пимовых пауков рода Pimoa (Pimoidae). Название дано по месту нахождения (Koshi District).

## Распространение
Азия, Непал (Koshi District, Tamaphok, 27.16°N, 87.41°E, на высоте 2495 м).

## Описание
Мелкие пауки, длина тела около 6 мм. Эпигинум самок треугольный, вентральная пластинка широкая, длина почти равна ширине; спинные пластинки язычковидные, дистально тупые, длина примерно равна ширине; сперматеки овальные, разделенные; протоки оплодотворения желтоватые. Карапакс самок желтоватый; грудная ямка и радиальные борозды отчетливые; стернум жёлтый; брюшко чёрное с желтоватыми поперечными перевязями; ноги буроватые с чёрными кольцами-перевязями. Сходен с видами P. nyalam и P. nyingchi. Вид был впервые описан в 2021 году китайским арахнологами Xiaoqing Zhang и Shuqiang Li (Institute of Zoology, Chinese Academy of Sciences, Пекин, Китай) по материалам из Непала.